# Eva (Mästersångarna i Nürnberg)
Eva är en kvinnlig huvudroll i operan Mästersångarna i Nürnberg av Richard Wagner. 
Eva är guldsmedsdotter. Rollen sjungs av en sopran.